# Signiphora merceti
Signiphora merceti är en stekelart som beskrevs av Malenotti 1917. Signiphora merceti ingår i släktet Signiphora och familjen långklubbsteklar. Inga underarter finns listade i Catalogue of Life.